# Я — за гіпопотамів!
Я — за гіпопотамів!  ( італ. Io sto con gli ippopotami  ) — італійська пригодницька комедія 1979 року режисера Італо Дзінгарелі з дуетом Теренса Хілла та Бада Спенсера у головних ролях. 

## Сюжет
Родезія, 1950 рік. Два кузени Слім (Теренс Гілл) та Том (Бад Спенсер) — діаметрально протилежні по характеру та постійно ворогуючі кузени, але єдине, що їх об'єднує — любов до тварин. Том організовує полювання у місцевому Сафарі для туристів-любителів, попередньо озброюючи їх зброєю з холостими набоями. У той самий час Слім є звичайнісіньким ледарем, авантюристом та серцеїдом, котрий час від часу полюбляє зривати організовані Томом полювання, через що останній його ненавидить. 
Одного дня герої випадково дізнаються від місцевого доктора про групу браконьєрів гангстера Ормонда, які торгують тваринами, слоновою кісткою та погрожують вбити вищезгаданого доктора, якщо той не припинить випуск засуджуючих гангстерську діяльність газет. 
Несила терпіти свавілля, герої підстерегли головорізів Ормонда біля дому доктора та дали сильного прочухана. У відповідь на це Ормонд влаштував декілька засідок на героїв та навіть знищив їх новий автобус, але всі спроби поквитатися з захисниками виявилися невдалими.
У відчаї Ормонд вирішив підкупити кузенів і навіть запросив їх на звану вечерю до своєї вілли, де зробив їм пропозицію від якої вони не змогли б відмовитись. Але хлопці відмовляються від пропозиції, чим розлючують боса та його поплічників. Після невеликої бійки герої звільняють поневолених тварин та тікають до найближчого міста, де намагаються заробити трохи грошей на карточних іграх, але під час ігри Тома заарештовує поліція за численні порушення законів. 
Тієї ж ночі, поки Том перебуває у в'язниці, люди Ормонда підбурили місцеве населення до його лінчування, але в останній момент Слім витягує Тома з тюрми на бульдозері.
Наступного ранку кузени вирушають на берег річки Замбезі, де стоїть пришвартований корабель Орманда із захопленими тваринами. Передягшись у звичайних моряків, вони застають Ормонда і покупців тварин на гарячому, змушуючи їх кидати зброю у воду. Між Томом і Ормондом починається бійка, у якій  Том перемагає і відправляє Ормонда у воду.  
У фінальній сцені герої захоплюють корабель, звільнивши поневолених тварин, та змушують його капітана плисти у напрямку Мальдів.

## В ролях
- Теренс Хілл — Слім
- Бад Спенсер — Том
- Джо Багнер — Ормонд
- Мей Дламіні — мама Леоне
- Доун Юргенс — Стелла (кохана Сліма)
- Малкольм Кірк — поплічник Ормонда
- Бен Масінга — Джейсон
- Лес Марковіц — Тріксі
- Йохан Науде
- Нік Ван Ренсбург
- Х'ю Рауз  — капітан поліції
- Майк Шутте — поплічник Ормонда
- Косі Сміт — вусатий поплічник Ормонда
- Джозеф Шукс
- Сенді Нкомо — Сенгор (батько Стелли)

## Саундтрек
Як і в саундтреки багатьох інших фільмів комедійного дуету Гілла та Спенсера, саундтрек "Я — за гіпопотамів" і його тематична пісня «Grau Grau Grau» (написані та виконані Уолтером Ріццаті, а сам Спенсер виконав головний вокал у пісні) став дуже популярним в Італії під час виходу фільму., і досі популярні серед міжнародної фанатської бази дуету.